# Textileco (projekt)

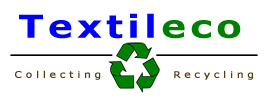
logo projektu Textileco

Projekt Textileco se zabývá sběrem nepotřebného oblečení a jeho dalším ekologickým zpracováním. Vznikl v roce 2012 na základě dohody vybraných zpracovatelských firem s Českým červeným křížem (ČČK) o vzájemné humanitární i finanční pomoci. V současnosti se o tento projekt stará společnost CORETEX CZ SE, která jej celý zastřešuje.
Do projektu Textileco jsou zapojeny také zpracovatelské firmy působící v celé ČR, které se dlouhodobě zabývají maximálně účelným zpracováním použitého textilu a jeho co nejefektivnějším sběrem. Díky projektu Textileco a jeho partnerům se odložením nepotřebného oblečení do kontejneru dostane pomoci potřebným, kteří nemají finanční možnost si koupit oděvy nové nebo žádné.

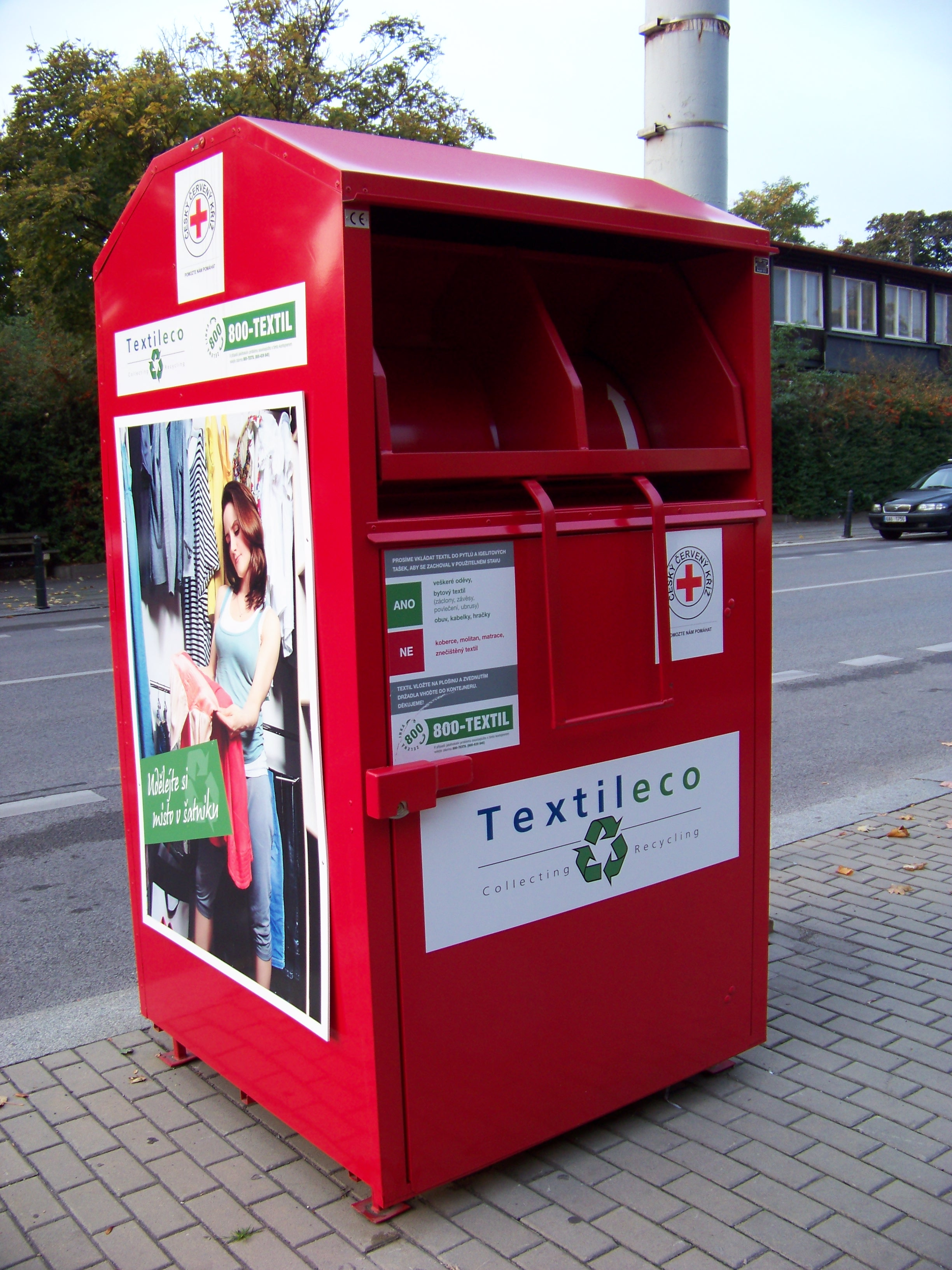
Na Ořechovce, dárcovský kontejner Textileco

Cílem projektu je tedy jeho ekologická, humanitární i ekonomická povaha.